# Rise Like a Phoenix
Singles de Conchita Wurst
That's What I Am
(2012) Heroes
(2014)
Chansons représentant l'Autriche au Concours Eurovision de la chanson
Shine
(2013) I Am Yours
(2015)
Chansons ayant remporté le Concours Eurovision de la chanson
 Only Teardrops
(2013)  Heroes
(2015)
Rise Like a Phoenix (en français : « s'élever comme un Phénix ») est la chanson de l'artiste autrichienne Conchita Wurst, incarnée par le chanteur Tom Neuwirth, qui représente l'Autriche au Concours Eurovision de la chanson 2014 à Copenhague, au Danemark.

## Eurovision 2014
La chanson est dévoilée le 18 mars 2014 à la suite d'une sélection interne.
Conchita Wurst l'interprète pour la première fois le 21 mars 2014 lors de l'émission Dancing Stars sur l'ORF. 
Elle participe à la seconde demi-finale du Concours Eurovision de la chanson 2014, le 8 mai 2014 et est qualifiée pour la finale du 10 mai 2014, qu'elle remporte avec 290 points.

## Liste des pistes
| 1. | Rise Like a Phoenix | 3:01 |

## Classement hebdomadaire
| Classement (2014)                       | Meilleure position |
| --------------------------------------- | ------------------ |
| Allemagne (Media Control AG)            | 5                  |
| Autriche (Ö3 Austria Top 40)            | 1                  |
| Belgique (Flandre Ultratop 50 Singles)  | 8                  |
| Belgique (Wallonie Ultratop 50 Singles) | 19                 |
| Danemark (Tracklisten)                  | 6                  |
| Écosse (OCC)                            | 18                 |
| Espagne (PROMUSICAE)                    | 8                  |
| France (SNEP)                           | 39                 |
| Hongrie (Single Top 40)                 | 9                  |
| Irlande (IRMA)                          | 10                 |
| Luxembourg (Luxembourg Digital Songs)   | 2                  |
| Pays-Bas (Single Top 100)               | 3                  |
| Suède (Sverigetopplistan)               | 27                 |
| Suisse (Schweizer Hitparade)            | 2                  |
| Royaume-Uni (UK Singles Chart)          | 17                 |
| Royaume-Uni (UK Indie Chart)            | 1                  |

## Sortie
| Region   | Date         | Format                   | Label          |
| -------- | ------------ | ------------------------ | -------------- |
| Autriche | 18 mars 2014 | Téléchargement numérique | ORF-Enterprise |